# 堀川幸道
堀川 幸道（ほりかわ こうどう、1894年4月10日 - 1980年10月29日）日本の武道家、大東流合気柔術永世名人位、免許皆伝師範。

## 略歴
堀川泰宗の長男として1894年（明治27年）4月10日、北見枝幸に生まれる。幼名は幸太郎。
1898年（明治31年）幸道5歳の時に一家は湧別に移住し、堀川泰宗は金物、薬種商等を営み、その後1908年（明治41年）から20年間、湧別駅逓を経営していた。
1914年（大正3年）5月12日に大東流に入門し、武田惣角の弟子になる。教育の傍ら、惣角より厳しい個人指導を受け、大東流の柔術技の他に合気技を数多く伝授される。
1931年（昭和6年）1月に秘伝目録（百拾八ヶ條）、6月に秘伝奥儀之事（参拾六ヶ條）、10月に大東流合気柔術奥儀（合気之術六拾ヶ條）の巻物を授与され、教授代理となる。武田惣角の許しを得て、幸太郎より幸道と名告る。
堀川泰宗と親子で大東流の指導を行う。
1934年（昭和9年）釧路聯隊区司令部の司令官だった仙波毅四郎陸軍大佐に大東流を指導した。
1937年（昭和12年）9月に大東流合気柔術秘奥儀之事（御信用之手八拾四ヶ條）の巻物が授与される。
1938年（昭和13年）東京大学（東京第一高等学校）撃剣部の草鹿農場夏合宿で石田和外ら28名が学ぶ。
1941年（昭和16年）知床半島に三井、富里（三富区）の街で、堀川幸道は教員をしていた。そこに武田惣角が来た。惣角に呼ばれて行った時に、免許皆伝に触れて「この通りにひき（筆記）に写せ、お前には特別だから大きな免状を書いておけ（当時の新聞紙大位に）、俺が一回りしてきたら印を押してやるから」と言われて、控えを貰った。幸道は惣角が帰って印を押してくれるのを待っていた。
1943年（昭和18年）惣角は旅先の青森で亡くなってしまった。
1944年（昭和19年）11月、堀川泰宗82歳没。
1950年（昭和25年）9月20日に湧別で大東流合気柔術幸道会を設立。
1959年（昭和34年）正月に長年の大東流に対する功績により、大東流合気武道総本部、武田時宗宗家より大東流合気武道大要の巻物、大東流合気武道秘伝奥儀之事大免状が授与された。この時、武田惣角からの免許皆伝が約束されていたことを武田時宗宗家が改めて認めた。
1967年（昭和42年）10月合気道養神館を訪問した。井上祐助は、堀川幸道から直接聞いた話によると、訪問の際、個室に入り、人払いをして堀川幸道と塩田剛三が二人きりになった時があった。その時、堀川幸道は塩田剛三に合気の入れ方を教えた。塩田剛三に両手首を掴ませ、「これが合気だ」と塩田剛三の身体をつり上げて合気を教えたそうだ。
翌年の1968年（昭和43年）5月の養神館の演武大会に堀川幸道が招待され200名の前で大東流の演武を披露した。
1971年（昭和46年）11月28日に、四十数年にわたる僻地における教育の献身により、教育界の功労者として勲五等瑞宝章の叙勲を受ける。
1974年（昭和49年）9月15日には、元最高裁判所長官で、一刀正伝無刀流宗家であった石田和外の提唱によって、町村金五（自治大臣）、大塚博紀（和道流空手名人）、 本多丕道（元警視総監）、安田貴六（元参議院議員）、室木洋一（北海道大学名誉教授）、作田政次（北海道議会議員）、堂垣内尚弘（北海道知事）ら8氏の連盟によって永世名人位を贈られる。
1980年（昭和55年）10月29日、逝去（享年86歳）院号、東幸院釋澄心幸道。
堀川幸道の主な弟子に幸道会総本部長を継いだ二代目の井上祐助、三代目の新保建雄、六方会の岡本正剛、剛道会の堀川剛（息子）、北見工大、北見合気武道会の伊藤善吉、新道無捻流の西川道徳、正伝幸道会の加藤富春、幸道会札幌本部の吉田隆、光道の錦戸武夫、牧羊館の米澤克己、小川道場の小川忠男、無傳塾の飯田宏雄、心技清栄館の蒔田修大、札幌総本部の松本雅邦らがいる。